# Bourgot Le Noir

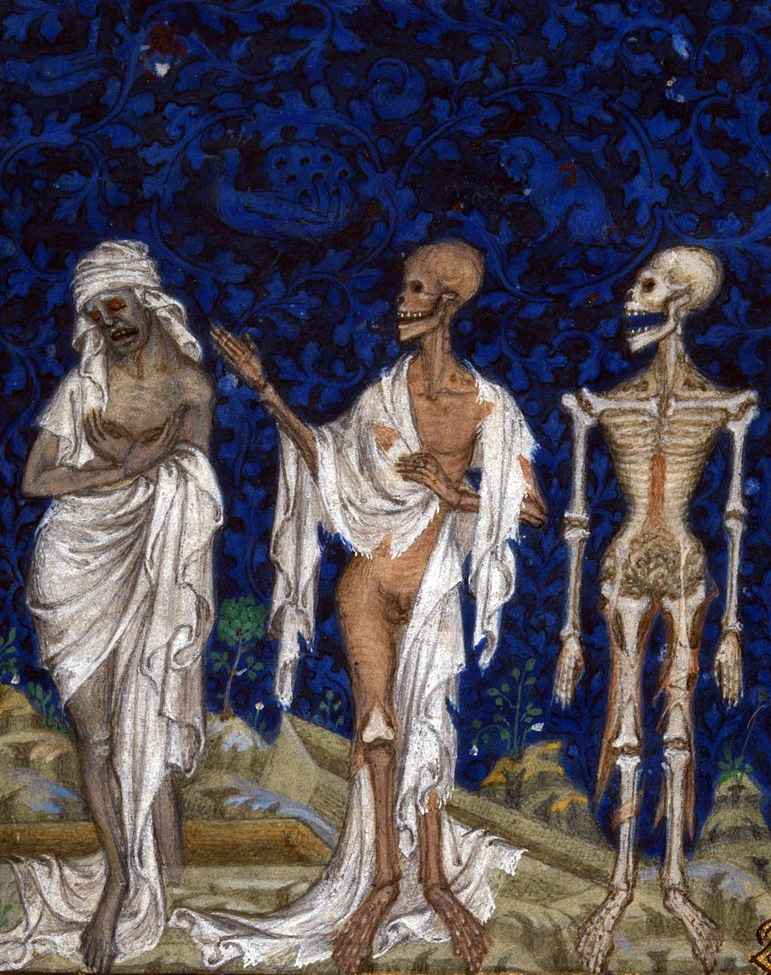
Psalterio de Bona de Luxemburgo (c. 1349), de Jean y Bourgot Le Noir, The Cloisters, Nueva York

Bourgot Le Noir fue una iluminadora de mediados del siglo XIV. Su trabajo se entremezcla con el de su padre, Jean Le Noir. La colaboración de padre e hija fue significativa y marcó el comienzo de un aumento de mujeres en los registros del gremio de pintores de Brujas, que eran un 12 por ciento en 1454, y continuó creciendo hasta un 25% a fines del siglo XV.

## Biografía
Nada se sabe sobre la vida personal de Bourgot Le Noir y no es muy conocida en la historia del arte. Sin embargo, por los documentos existentes que la mencionan, se sabe que era una iluminadora que colaboró con Jean Le Noir, su padre, para ilustrar manuscritos a mediados del siglo XIV. Bourgot Le Noir aprendió con su padre y fue empleada en su tienda. Su trabajo incluía libros de oraciones, libros de horas y otras iluminaciones. Más tarde, con su padre se mudó a París, donde fue patrocinada entre otros por Juan el Bueno, rey de Francia y Juan I, Duque de Berry.

## Estilo
El estilo de Bourgot y Jean Le Noir sigue de cerca las obras de Jean Pucelle, aunque su arte se desvió a "un expresionismo más intenso", aunque "delicioso y delicado". Esta influencia se muestra en los fondos decorativos y de gran colorido, las imágenes alrededor de los márgenes y los tonos de gris utilizados en las pinturas con la técnica de la grisalla, propio del estilo de Pucelle.

## Obras y mecenas
Las obras de autoría segura incluyen un libro de horas para Yolanda de Flandes y un libro de oraciones para Bona de Luxemburgo, la esposa de Juan el Bueno. También se sabe que sus clientes incluyen a Juan I, Duque de Berry y Carlos V, ambos personajes clave de su tiempo.